# ميخائيل نورمان (منافس ألعاب قوى)
ميخائيل نورمان (بالإنجليزية: Michael Norman)‏ هو منافس ألعاب قوى أمريكي، ولد في 3 ديسمبر 1997 في سان دييغو في الولايات المتحدة.

## وصلات خارجية
- ميخائيل نورمان على موقع الاتحاد الدولي لألعاب القوى (الإنجليزية)
- ميخائيل نورمان على موقع الاتحاد الأمريكي لسباقات المضمار والميدان (الإنجليزية)
- ميخائيل نورمان على موقع TFRRS.org (الإنجليزية)
- ميخائيل نورمان على موقع اللجنة الأولمبية الدولية (الإنجليزية)
- ميخائيل نورمان على موقع أوليمبيديا (الإنجليزية)
- ميخائيل نورمان على موقع اللجنة الأولمبية والبارالمبية الأمريكية (الإنجليزية)